# Helge Fosseus
Helge Bertil Fosseus, född 1 september 1912 i Onsala, Halland, död 24 januari 2003 i Onsala, Halland, var en svensk präst och biskop. 
Fosseus blev filosofie kandidat vid Lunds universitet 1935, teologie kandidat 1938 och prästvigdes samma år i Karlstads domkyrka. Han tjänstgjorde i stiftet i 10 år, bland annat som komminister i Torrskog från 1942, innan han 1949 med sin familj reste till Sydafrika som Svenska kyrkans missions (SKM) missionär.
I Sydafrika verkade han först i Johannesburg och senare som biskop för SKM:s församlingar i Evangelisk-lutherska zulukyrkan i Sydafrika 1958, och i den förenade lutherska zulukyrkan 1960. Fem lutherska missioner, fyra europeiska och en amerikansk, bedrev vissa gemensamma åtaganden som prästutbildning, lärarseminarium, evangelistutbildning och ett läroverk, med en förenad kyrkobildning förankrad i det mångetniska Sydafrika som mål. Den enade lutherska kyrkan kom till stånd 1960, där Fosseus enhälligt valdes till biskop.
Efter sin tid i Sydafrika var han kyrkoherde i Katarina församling i Stockholm. Han ansågs av många som en viktig ledargestalt i 1960- och 1970-talets Sverige, inte minst inom den karismatiska rörelsen. 